# Dictator perpetuo
Dictator perpetuo (dansk: "diktator for evigt"), også kaldet dictator in perpetuum, var det embede, som Julius Cæsar besad inden hans død. Han blev tildelt embedet mellem 26. januar og 15. februar i år 44 f.Kr. – kort før attentatet den 15. marts. Normalvis var det romerske diktator-embede forbundet med en forudbestemt tidsbegrænsning, hvorfor dette embede hævede Cæsar til en rang, der modsvarede de gamle romerske konger.

## Historie
Julius Cæsar holdte diktator-embedet i kun elleve dage i 49 f.Kr. (afholdt valg enten som diktator Comit. habend. eller som diktator rei gerundae causa) og igen for året 48/47 f.Kr. I 46 f.Kr. blev han valgt til diktator for de næstkommende ti år. På et tidspunkt mellem januar og februar 44 f.Kr. blev han udnævnt til dictator perpetuo, men blev myrdet mindre end to måneder senere, på Ides af marts.